# Mauricio Saldívar
Mauricio Norman Saldívar (Mendoza; 28 de febrero de 1963) es un meteorólogo argentino, divulgador científico, Licenciado en Enseñanza de Ciencias del Ambiente (UTN) y con una Diplomatura en Gestión del Riesgo. Es casado y tiene tres hijas.

## Carrera militar
Egresado de la Universidad de Buenos Aires en marzo de 1986 con el título de Técnico en Meteorología Sinóptica. Y en diciembre de 1988, egresó con el primer promedio de egreso, de la Escuela para los Servicios Profesionales de la Fuerza Aérea Argentina. En el Servicio Meteorológico Nacional de Argentina, estuvo entre enero de 1990 a octubre de 2005, ocupando:
- Jefe del Departamento Pronósticos Especiales (SMN)
- Jefe del Centro Meteorológico Antártico “Vicecomodoro Marambio” (CMAVM)
- Jefe del Centro Regional de Instrumental Buenos Aires “Walter Gould Davis” (SMN)
- Jefe de la Oficina de Pronóstico de la V Brigada Aérea, en Villa Reynolds, San Luis
- Jefe de la DIvisión Sensores Remotos del CMRE-Buenos Aires

Desde enero de 2002 a octubre de 2005 fue SubJefe del Centro Meteorológico Regional Especializado Buenos Aires (CMRE-Buenos Aires).

## Carrera civil
En junio de 1993 comenzó a trabajar en Todo Noticias, haciendo salidas esporádicas en Telenoche; y luego en los noticieros de la tarde de Todo Noticias. 
A partir de 2005 y desde el noticiero líder de las mañanas de la TV argentina, Arriba Argentinos, se destaca por sus "Consejitos" sobre la vestimenta necesaria para enfrentar las condiciones del tiempo de cada día.
Ese mismo año conduce el primer noticiero meteorológico de la Argentina: Tiempo del tiempo, que se transforma en un suceso de rating (promedio superior a los 5 puntos) pese al horario: 6.45. Allí, además de noticias del tiempo cuenta datos curiosos y atractivos sobre el ambiente, con trivias e imágenes sorprendentes. Por su participación en Arriba Argentinos y especialmente por Tiempo del tiempo es mencionado como personaje destacado de la televisión argentina entre 1999 y 2009.
Es autor, junto con Fernando Confessore de una serie de fascículos coleccionables llamado Meteorología para Todos, editado por Planeta-DeAgostini.
Desde el 12 de abril de 2010, Tiempo del tiempo es reemplazado por Agro Síntesis y lo conduce junto a Alejandro Ramírez, de lunes a viernes a las 6:30, en el que se comentan las principales noticias que tienen que ver con el campo, la economía y el tiempo.
Entre otras actividades, es asesor de empresas privadas y medios, ha escrito artículos y ha participado como ponente en congresos en el país y en el exterior. Es el representante para América Latina de la Asociación Internacional de Profesionales de la Meteorología en Medios de Comunicación (International Asociation of Broadcast Meteorology - IAMB)